# RPG-18
El RPG-18 Mukha (en ruso: Муха,  Mosca)   es un lanzacohetes antitanque desechable de origen soviético. 

## Historia

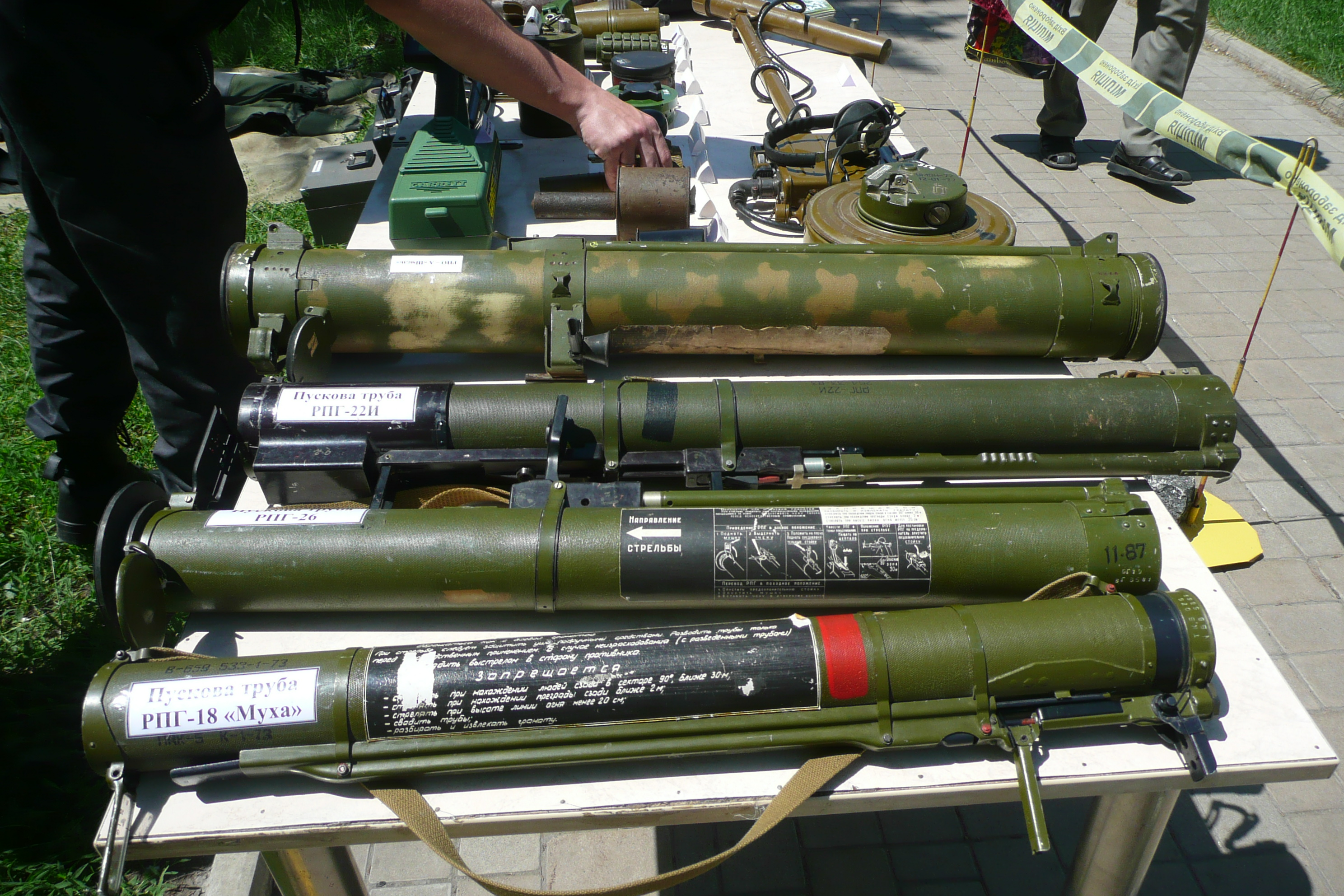
RPG-18 (abajo) con lanzacohetes soviéticos/rusos comparables.

El RPG-18 es muy similar al lanzacohetes antitanque M72 LAW de EE. UU. Al RPG-18 le ha sucedido el RPG-22, un diseño muy similar con una ojiva más grande.

## Descripción
El RPG-18 dispara una ojiva PG-18 HEAT de 64 mm montada en un pequeño cohete capaz de alcanzar objetivos a 200 metros de distancia. La ojiva se autodestruye 6 segundos después del lanzamiento, poniendo límites definitivos al alcance incluso si se utiliza una mira que sea efectiva con objetivos más allá de los 200 metros. El RPG-18 puede penetrar hasta 375 mm de blindaje convencional.  Sin embargo, el rendimiento disminuye significativamente cuando el RPG-18 se emplea contra objetivos protegidos por blindajes reactivos resistentes al HEAT o blindajes compuestos.
A diferencia de las armas más conocidas, el RPG-18 sólo requiere un operador porque no es recargable. Los granaderos asistentes se utilizan para ayudar a recargar los sistemas RPG-2, RPG-7 y RPG-16.

## Usuarios
- Afganistán[1]
- Armenia
- Azerbaiyán
- Bielorrusia
- [2]
- [3]
- Fuerzas Democráticas para la Liberación de Ruanda[2]
- [4]
- Grecia
- Hamás
- Insurgencia iraquí[5]
- Kazajistán
- Kirguistán
- Rusia
- Siria
  -  Free Syrian Army[cita requerida]
- Tayikistán
- Turkmenistán
- Ucrania
  - [6]
- Uzbekistán

### Usuarios anteriores
- República Democrática Alemana
- Unión Soviética

## Armas similares
- M72 LAW
- RPG-22
- RPG-76
- M80 Zolja